# بولونیولا
بولونیولا (به ایتالیایی: Bolognola) یک منطقهٔ مسکونی در ایتالیا است که در استان ماچه‌راتا واقع شده‌است.

## خصوصیات
بولونیولا ۲۵٫۸ کیلومترمربع مساحت و ۱۷۶ نفر جمعیت دارد و ۱٬۰۷۰ متر بالاتر از سطح دریا واقع شده‌است.